# Anuschawan Gassan-Dschalalow
Anuschawan Rafaelowitsch Gassan-Dschalalow (russisch Анушаван Рафаэлович Гасан-Джалалов; armenisch Անուշավան Ռաֆայելի Հասան-Ջալալով / Anuschawan Rafajeli Hassan-Dschalalow; englisch Anushavan Gassan-Dzhalalov; * 23. April 1947 in Leninakan, Armenische SSR, Sowjetunion) ist ein ehemaliger sowjetischer Ruderer und Trainer und russischer Sportfunktionär.

## Biografie
Anuschawan Gassan-Dschalalow wurde in Leninakan in der Familie eines Armeeangehörigen geboren. Zwei Monate später zog seine Familie nach Leningrad, wo er 1963 im Sportverein „Wodnik“ mit dem Rudern begann. Er spezialisierte sich auf den Vierer ohne Steuermann und Vierer mit Steuermann. Bei seinem Debüt in der sowjetischen Nationalmannschaft konnte er bei den Europameisterschaften 1971 in Kopenhagen die Bronzemedaille im Vierer mit Steuermann gewinnen. Bei den Ruder-Weltmeisterschaften 1974 und 1975 gewann er jeweils die Silbermedaille im Vierer ohne Steuermann. Bei den Olympischen Sommerspielen 1976 in Montreal gewann er im Vierer ohne Steuermann die Bronzemedaille.
1978 beendete Gassan-Dschalalow seine sportliche Laufbahn und wechselte ins Traineramt des Armeesportvereins (SKA). 1984 wurde er zum Cheftrainer der Ruderauswahlmannschaft der RSFSR ernannt und leitete dann von 1992 bis 1996 den Russischen Ruderverband. Seit 1996 lebt er in den USA, wo er die Website www.rowingru.com erstellt hat, die sich mit den Problemen der Entwicklung Ruderns in Russland befasst.